# Kailasa-Tempel

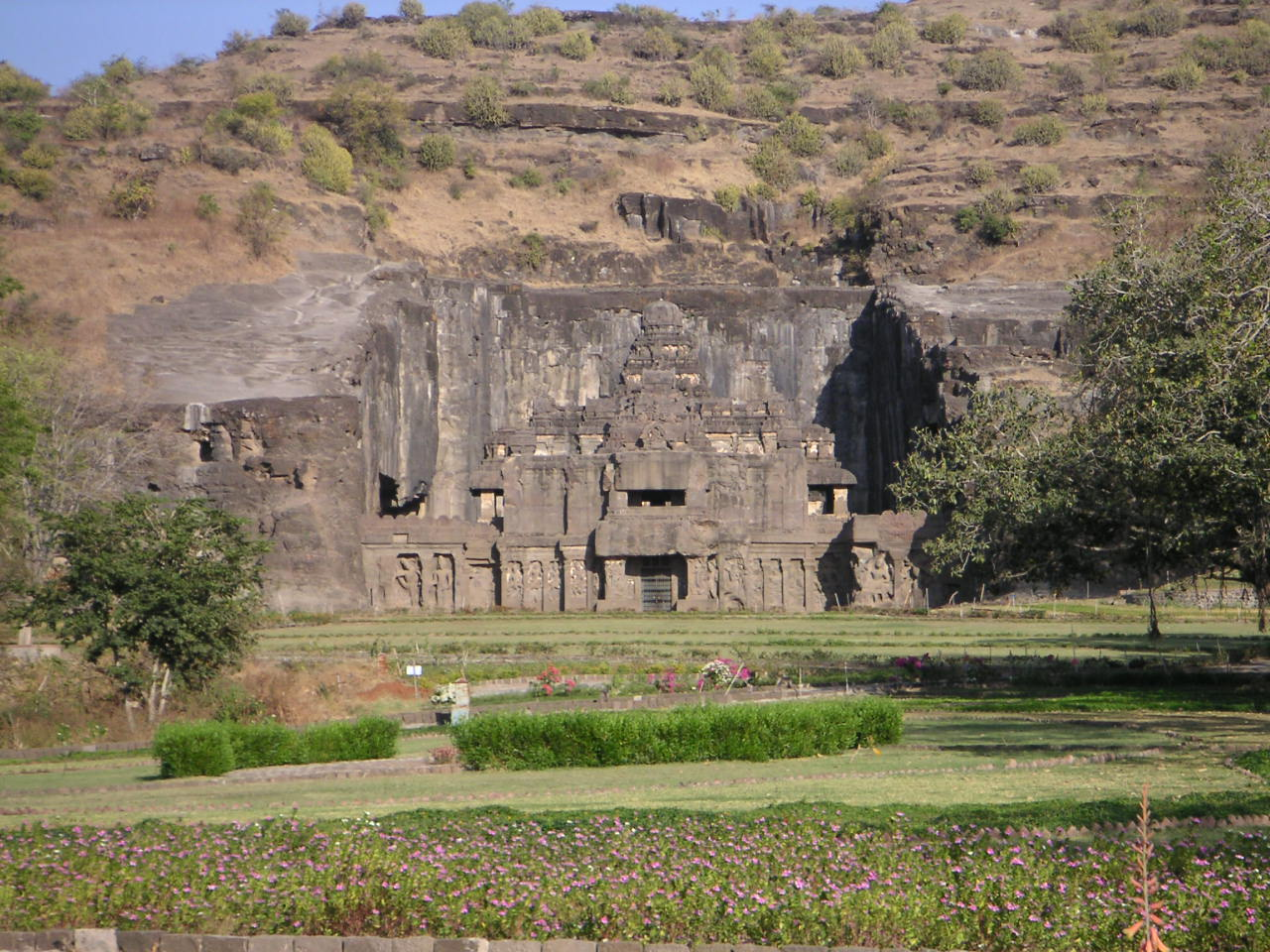
Der Kailasa-Tempel von Ellora wurde komplett aus der rückwärtigen Felswand herausgehauen.

Der hinduistische Kailasa-Tempel (auch Kailash- oder Kailasanatha-Tempel) von Ellora im Bundesstaat Maharashtra ist der größte vollständig aus einem natürlichen Felsvorsprung herausgehauene Felsentempel Indiens.

## Lage

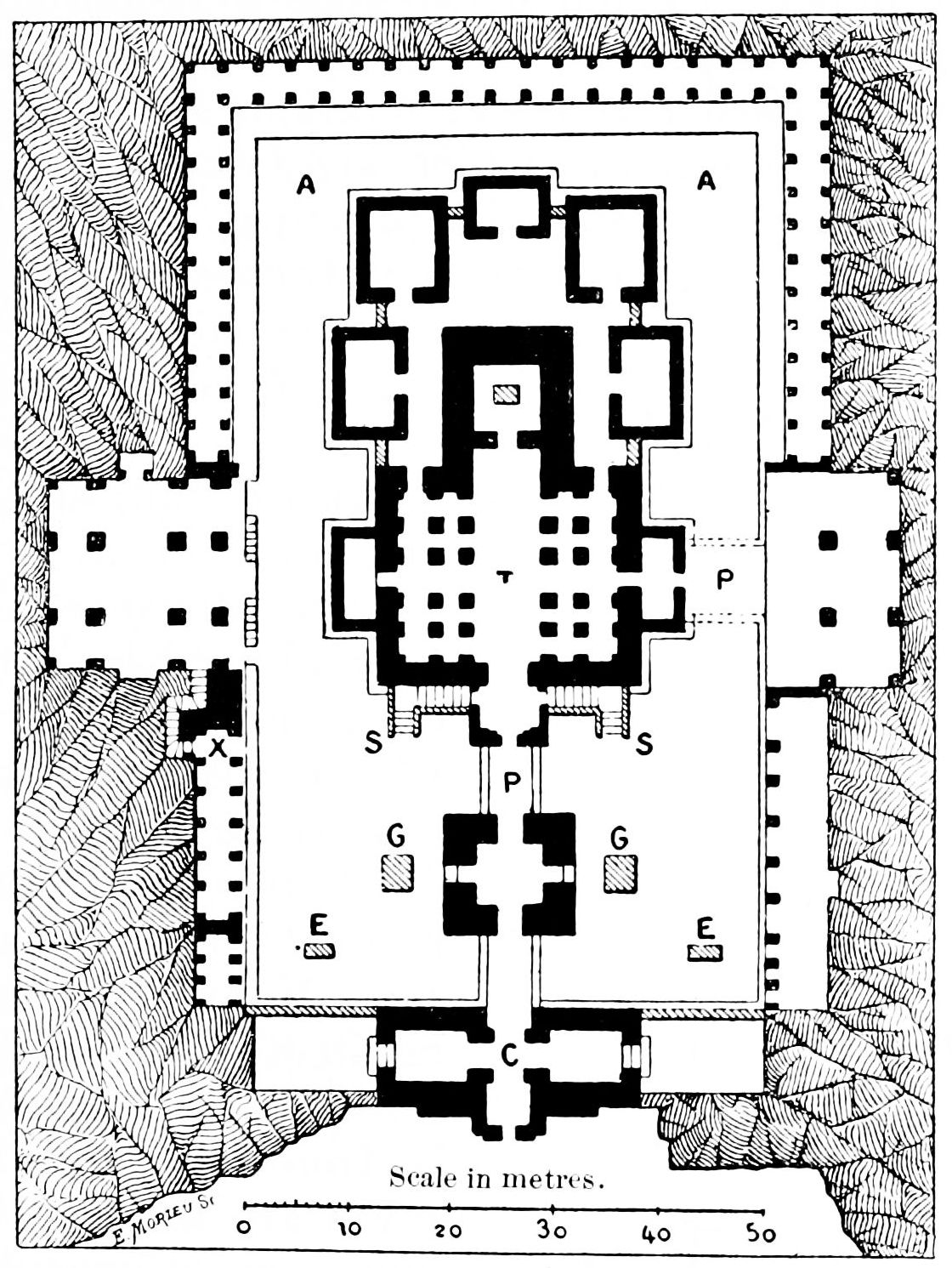
Planskizze des Kailasa-Tempels – A=Hof, C=Eingangsbau mit Portalfassade, E=Elefanten, G=Pfeiler, S=Treppenaufgänge, T=Tempel (mandapa und garbhagriha), P=Brücken

Der Kailasa-Tempel liegt im Zentrum des insgesamt 34 Bauten (darunter auch unvollendete) umfassenden Tempel- und Wohnhöhlenkomplexes von Ellora. Da alle Bauten Elloras von Südost nach Nordwest durchnummeriert sind, trägt er die Nummer 16.

## Geschichte
Eine Bauinschrift nennt den Namen des Rashtrakuta-Königs Krishna I. und die Jahreszahl 765; bei einer angenommenen Bauzeit von etwa 20 bis 30 Jahren (einige Forscher halten sogar 100 Jahre für wahrscheinlich) kann diese als Anhaltspunkt für eine Datierung des gesamten Baus in die 2. Hälfte des 8. Jahrhunderts gelten. Die Rashtrakutas waren aus dem Süden Indiens stammende Fremdherrscher und hatten das Gebiet um Ellora erst kurz zuvor erobert. Als demonstratives Zeichen seiner Machtpräsenz ließ Krishna I. den in seiner Art unübertroffenen Kailasa-Tempel aus dem Fels heraushauen. Im 13. Jahrhundert wurden einige Figurenreliefs von vordringenden muslimischen Truppen zerstört, doch insgesamt sind große Teile des Bauschmucks erhalten geblieben.

## Weihe
Der Kailasa-Tempel ist dem Hindu-Gott Shiva geweiht, dessen Wohnsitz – den Vorstellungen vieler Hindus zufolge – der gleichnamige Berg Kailash im Himalaya ist, der in indischen Religionsvorstellungen häufig auch mit der Weltachse (axis mundi) und dem Zentrum des Universums gleichgesetzt wird. Ein Beiname Shivas ist „Herr des Kailash“ (kailasanatha).

## Architektur

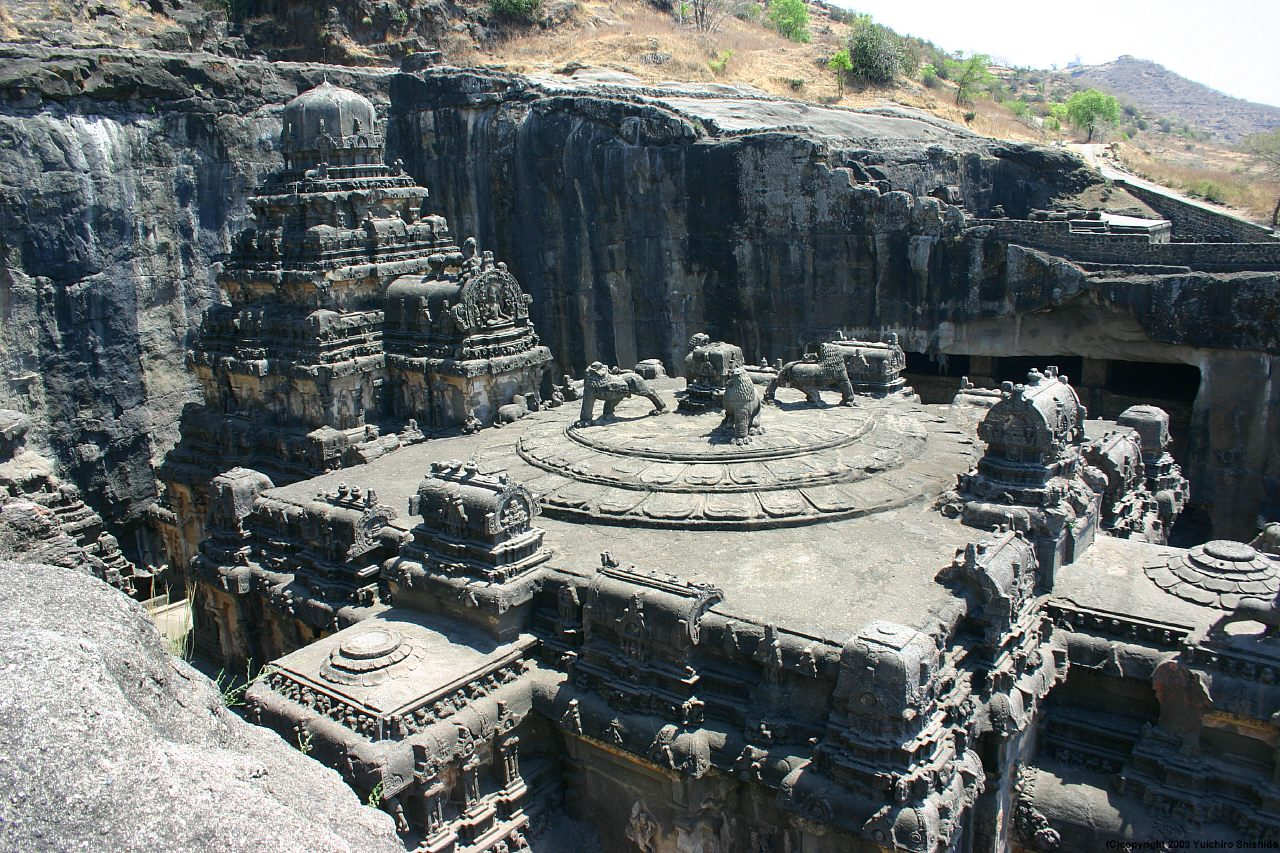
Der Kailasa-Tempel ist in hohem Maße von südindischen Bautraditionen geprägt (Umgangsbereich, breitgelagerte Vorhalle (mandapa), mit kudu-Elementen durchsetzter kuppelartiger Turmaufbau („Schirmkuppel“) über dem Sanktum)

### Ausrichtung
Der Tempeleingang ist exakt nach Westen, d. h. in Richtung der untergehenden Sonne hin orientiert: Eine solche Orientierung ist in der indischen Tempelarchitektur durchaus üblich, wenngleich Ausrichtungen nach Osten überwiegen.

### Bautechnik
Der gesamte – etwa 90 m lange und mit Umgangsbereich ca. 60 m breite – Tempelbau wurde aus dem natürlichen Felsgestein bei schrägem Vortrieb und von oben nach unten herausgehauen; man schätzt, dass ca. 150.000 bis 200.000 Tonnen (nach anderen Angaben sogar 400.000 Tonnen) Steinmaterial entfernt werden mussten. Es ist dieselbe Technik, wie sie auch bei den früheren buddhistischen und hinduistischen Höhlen angewandt wurde; von den meisten anderen Tempeln in Ellora (Ausnahmen: Teile des Hindu-Tempels Nr. 15 und der Jaina-Höhle Nr. 32) unterscheidet sich der Kailasa-Tempel jedoch dadurch, dass der fertige Bau insgesamt freiplastisch dasteht.

### Einflüsse
Die flache Decke der breit gelagerten Vorhalle (mandapa) des Tempels mit einem großen, dreifach gestuften zentralen Lotusornament mit vier – in alle Himmelsrichtungen weisenden – Löwen, kleinen breitgelagerten Schreinen an den Längsseiten sowie der kuppelartige Abschluss des etwa 30 m hohen Turmaufbaus lassen südindische Einflüsse deutlich erkennen (z. B. Mamallapuram, Aihole, Badami u. a.). Auch die den Tempel hermetisch umschließende Hofeinfassung mitsamt der Portalfassade deutet auf südindische Einflüsse hin (z. B. Kanchipuram).

### Eingangshalle
Dem eigentlichen Tempel vorgelagert ist eine – nach außen wie eine Fassade wirkende – Eingangshalle mit den Darstellungen der Göttinnen Ganga und Yamuna, die hier – wie an vielen (auch buddhistischen und jainistischen) Tempeln Indiens – gleichermaßen als Wächterfiguren anzusehen sind wie auch reinigende Kräfte haben. Weitere Gottheiten (Kubera, Ganesha, Durga als Töterin des Büffeldämons und Lakshmi) und Weise (Vyasa und Valmiki) schmücken den Zugangsbereich. Die Figuren begleiten den Eintretenden und gewähren ihm Schutz; gleichzeitig wird die Heiligkeit des dahinterliegenden eigentlichen Tempelbaus besonders hervorgehoben. Im Innern des Eingangsvorbaus sind zwei – von paarweise angeordneten Säulen geteilte – Nischen erkennbar.

### Vorhallen
Über Treppenstufen erreicht man eine weitere Vorhalle, die – wie bei vielen Shiva-Heiligtümern in ganz Indien üblich – einen Nandi-Bullen beherbergt, das Reittier (vahana) Shivas. Über eine freitragende – und natürlich ebenfalls aus dem Felsgestein herausgearbeitete – Brücke gelangt man in den oberen Bereich des eigentlichen Tempels. Oberhalb des Eingangs zur quadratischen, von 16 enggestellten und in Vierergruppen angeordneten Pfeilern getragenen und beinahe stockdunklen Vorhalle (mandapa) finden sich noch einige Stuck- und Malereireste, die darauf schließen lassen, dass die Decke – und möglicherweise auch Teile der Wände – einstmals ebenfalls in gleicher Weise dekoriert waren.

### Sanktum

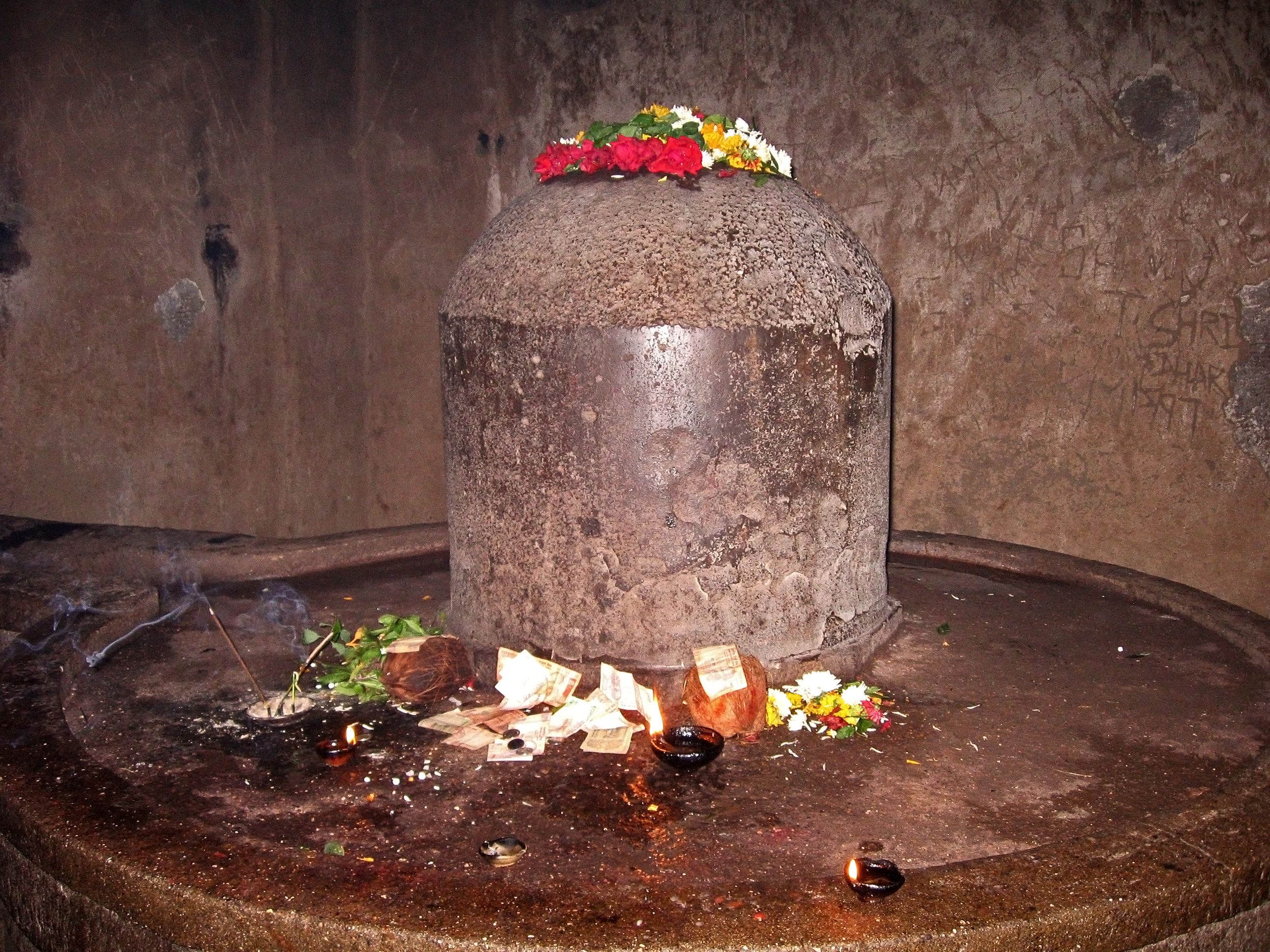
Shiva-Lingam mit Opfergaben in Form von Geld (Münzen und Scheine), Blumen und Räucherstäbchen

Im von mächtigen „Mauern“ umgebenen, von zwei großen Wächterfiguren (dvarapalas) bewachten und nur von den Brahmanen betretbaren Sanktum (garbhagriha) selbst steht ein Shiva-Lingam im Zentrum einer – gegenüber dem Bodenniveau leicht erhöhten – Yoni, die neben ihren symbolischen auch ganz praktische Funktionen hat: über sie wurden große Teile der Opfergaben der Pilger (Wasser, Kokos-Milch, Ghee, Sandelholzpaste etc.), mit denen zuvor der Lingam übergossen bzw. eingerieben wurde, nach außen abgeleitet. Aus anderen Teilen der Opfergaben wird von den Brahmanen eine Paste zubereitet, die den Gläubigen als Punkt auf die Stirn aufgetragen wird; aus wieder anderen Teilen (Kokosmark, Zucker) wird eine süßlich schmeckende Speise (prasad) zubereitet und an die Pilger verteilt. Die heutigen Opfergaben bestehen dagegen nur noch selten aus Naturalien, sondern vor allem aus Geld, Räucherstäbchen und Blumen.
Der Sanktumsbereich ist von fünf weiteren Schreinen (pancharatha) umgeben, die in Miniaturform den Tempelbau nachbilden und dadurch in gewisser Weise seine geistig-religiöse Bedeutung hervorheben, vielleicht sogar in alle Himmelsrichtungen universalisieren.

### Hof

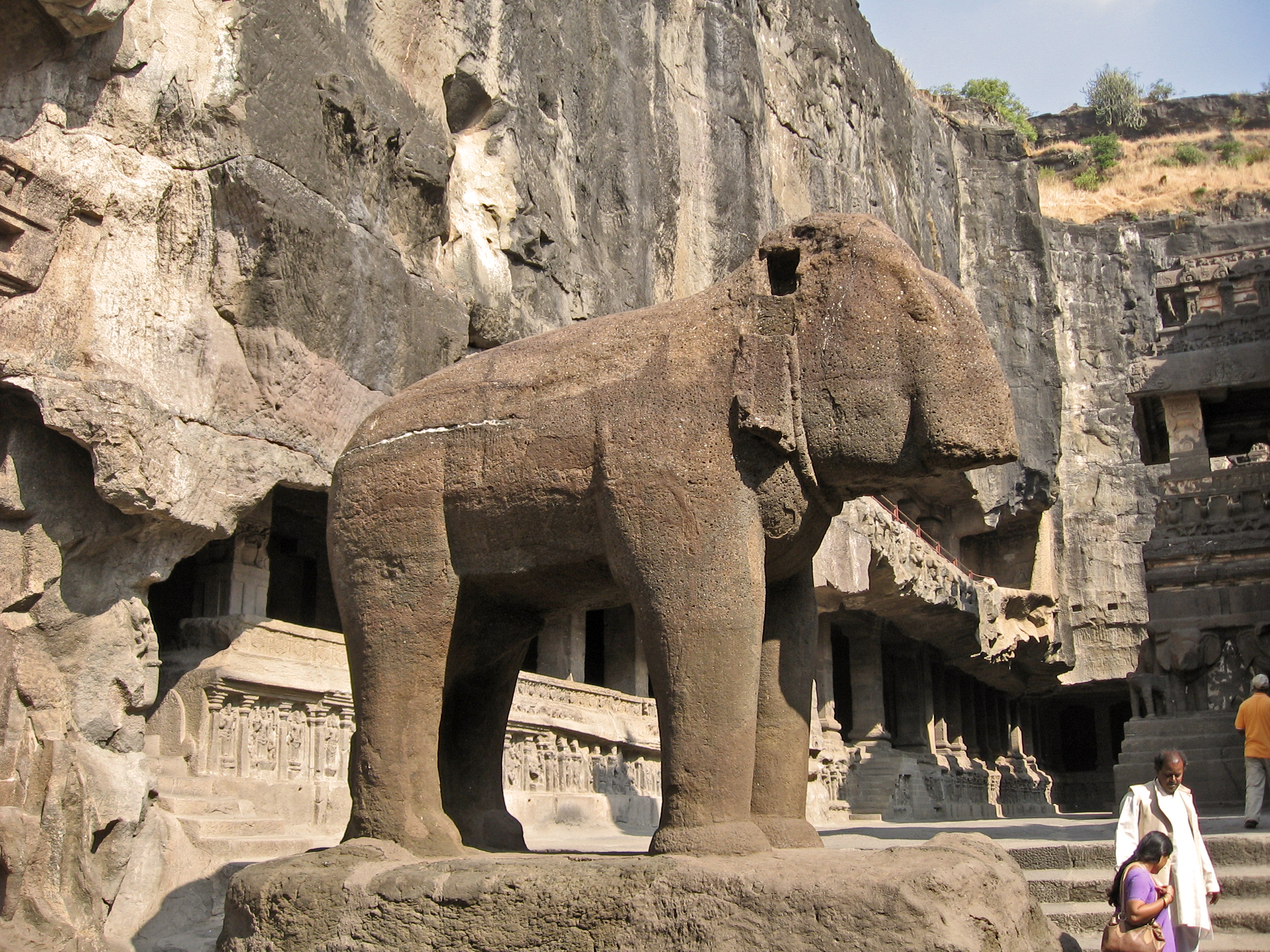
Elefant

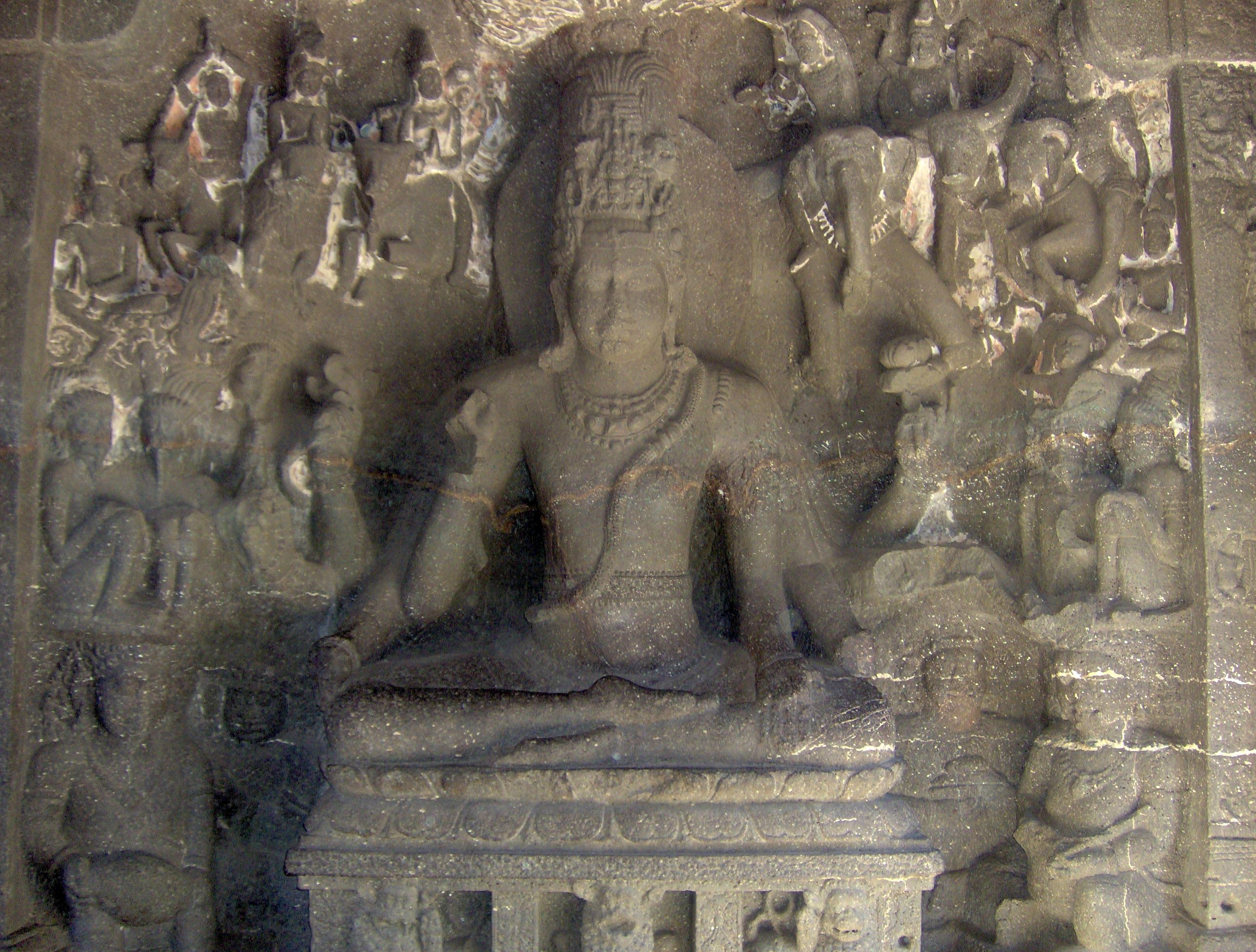
Shiva als „Herr der Yogis“ (yogeshvara)

Der vordere Teil des Innenhofes wird dominiert von zwei Elefanten, die als Symbole von Stärke, Macht und Würde zu deuten sind, und zwei etwa 16 m hohen monolithischen Pfeilern (stambhas) mit ähnlicher Bedeutung – beides Überreste des ehemaligen Felsgesteins. In der linken vorderen Hofecke finden sich drei Reliefs der Flussgöttinnen Ganga, Yamuna und Sarasvati, die auf ihren Reittieren (vahanas) stehen und Tugenden wie Reinheit, Demut und Weisheit verkörpern; Ganga – als wichtigste der drei – steht in der Mitte. Beim Umschreiten des Tempels erkennt man viele Details: Beispielsweise ruht der gesamte Bau scheinbar auf dem Rücken von hunderten kleiner Elefanten, die den hoheitlichen Aspekt des Bauwerks deutlich werden lassen. Zudem finden sich Reliefs, auf denen noch Reste von Stuck und Bemalung erkennbar sind, so dass man davon ausgehen kann, dass auch die Außenseite des Tempels ehemals farbig bemalt war. Zwei äußerst kleinteilige Reliefs mit erzählerischen Szenen aus dem Mahabharata (Südwestecke) und dem Ramayana (Südostecke) sind ganz besonders hervorzuheben.

## Figurenreliefs
Auch wenn festgestellt werden muss, dass der figürliche Schmuck des Kailasa-Tempels nicht von herausragender künstlerischer Qualität ist, da die Steine ja verputzt und bemalt werden sollten, so sind die dargestellten Themen dennoch von großer Vielfalt: So finden sich in den Wandnischen an der Nordseite des Umgangs Darstellungen von Shiva als Vina-Spieler, als Nataraja und – zusammen mit Parvati – beim Würfelspiel. Die Figurenreliefs in der Südseite des Umgangs sind vornehmlich dem Hindu-Gott Vishnu und seinen Inkarnationen (Krishna, Narasimha u. a.) gewidmet.